# Bill Cook
William Osser Xavier Cook (9. října 1896, Brantford, Ontario – 6. dubna 1986) byl kanadský profesionální hokejista. Od roku 1952 je členem hokejové síně slávy.
Bill Cook byl historicky prvním kapitánem New York Rangers.

## Ocenění
- Art Ross Trophy – 1927 a 1933
- Stanley Cup – 1928 a 1933

## Klubové statistiky
| Sezona                 | Klub                | Soutěž     | Základní část | Základní část | Základní část | Základní část | Základní část | Play off | Play off | Play off | Play off | Play off |
| Sezona                 | Klub                | Soutěž     | Z             | G             | A             | B             | TM            | Z        | G        | A        | B        | TM       |
| ---------------------- | ------------------- | ---------- | ------------- | ------------- | ------------- | ------------- | ------------- | -------- | -------- | -------- | -------- | -------- |
| 1923–24                | Saskatoon Crescents | WCHL       | 30            | 26            | 14            | 40            | —             | —        | —        | —        | —        | —        |
| 1924–25                | Saskatoon Sheiks    | WCHL       | 28            | 27            | 6             | 33            | —             | —        | —        | —        | —        | —        |
| 1925–26                | Saskatoon Sheiks    | WCHL       | 30            | 31            | 13            | 44            | —             | —        | —        | —        | —        | —        |
| 1926–27                | New York Rangers    | NHL        | 44            | 33            | 4             | 37            | 58            | 2        | 1        | 0        | 1        | 6        |
| 1927–28                | New York Rangers    | NHL        | 43            | 18            | 6             | 24            | 42            | 9        | 2        | 3        | 5        | 26       |
| 1928–29                | New York Rangers    | NHL        | 43            | 15            | 8             | 23            | 41            | 6        | 0        | 0        | 0        | 6        |
| 1929–30                | New York Rangers    | NHL        | 44            | 29            | 30            | 59            | 56            | 4        | 0        | 1        | 1        | 11       |
| 1930–31                | New York Rangers    | NHL        | 43            | 30            | 12            | 42            | 39            | 4        | 3        | 0        | 3        | 4        |
| 1931–32                | New York Rangers    | NHL        | 48            | 34            | 14            | 48            | 33            | 7        | 3        | 3        | 6        | 2        |
| 1932–33                | New York Rangers    | NHL        | 48            | 28            | 22            | 50            | 51            | 8        | 3        | 2        | 5        | 4        |
| 1933–34                | New York Rangers    | NHL        | 48            | 13            | 13            | 26            | 21            | 2        | 0        | 0        | 0        | 2        |
| 1934–35                | New York Rangers    | NHL        | 48            | 21            | 15            | 36            | 23            | 4        | 1        | 2        | 3        | 7        |
| 1935–36                | New York Rangers    | NHL        | 44            | 7             | 10            | 17            | 16            | —        | —        | —        | —        | —        |
| 1936–37                | New York Rangers    | NHL        | 21            | 1             | 4             | 5             | 6             | —        | —        | —        | —        | —        |
| 1937–38                | Cleveland Barons    | AHL        | 5             | 0             | 0             | 0             | 5             | 1        | 0        | 0        | 0        | 0        |
| NHL celkem             | NHL celkem          | NHL celkem | 474           | 229           | 138           | 367           | 386           | 46       | 13       | 11       | 24       | 68       |
| Konec hokejové kariéry |                     |            |               |               |               |               |               |          |          |          |          |          |